# 冨田洋之
冨田 洋之（とみた ひろゆき、1980年11月21日 - ）は、元体操選手。順天堂大学スポーツ健康科学部スポーツ科学科准教授。日本オリンピック委員会専任コーチ。

## 略歴
1980年11月21日、大阪府大阪市に生まれる。
マック体操クラブにて、8歳から体操を始める。なお同い年の鹿島丈博も同クラブに所属しており、中学校は大阪市立城陽中学校に進学した、高校時代を除き引退までの長い間、冨田とチームを共にすることとなる。12歳頃から、オリンピックを意識するようになった。
2004年8月、アテネオリンピックでは日本チームのエースとして出場。金メダルのかかった最終種目鉄棒の最終試技者として､スーパーE難度のコールマンを成功。フィニッシュの伸身の新月面宙返りでは完璧な着地を決め団体総合で日本の28年ぶり の金メダル獲得に貢献。NHKアナウンサーの刈屋富士雄の実況も話題になった。種目別の平行棒でも銀メダルを獲得。
2005年世界体操競技選手権個人総合では、ついに日本選手として笠松茂以来31年ぶりの優勝。2006年世界体操競技選手権個人総合で2位となり、世界選手権3大会連続で個人総合のメダルを獲得。2007年世界体操競技選手権では低迷し、個人メダル獲得はならなかったが、ロンジン・エレガンス賞を日本人として初めて受賞している。
2008年8月、北京オリンピックでは団体総合の銀メダル獲得に貢献。予選では大きなミスもあり、内村航平・坂本功貴に次ぐチーム内3位であったが、事前の取り決め通り個人総合決勝に出場した。メダルも期待されたが、得意のつり輪で落下し、4位に終わった。
同年11月、「理想としてきた美しい体操を自分の中で演技することが難しくなってきた」として、現役引退を表明。同年12月、ワールドカップ大会を最後に28歳で現役を引退した。
2009年1月、国際審判員の資格を取得。同年3月、セントラルスポーツを退社。同年4月、順天堂大学スポーツ健康科学部スポーツ科学科助教、日本オリンピック委員会専任コーチに就任。
2010年2月に3歳年下の一般女性と結婚した。

## 特徴
全6種目に強い世界有数のオールラウンダー。「美しくないと体操ではない。ただ派手な技をやるだけならサーカスと変わらない」というのを信条にしている。2007年の世界選手権では、体操界で最もエレガントな表現をした選手に贈られるロンジン・エレガンス賞を日本人として初めて受賞した。
同じく技の美しさで知られたビタリー・シェルボを敬愛していた。

## 競技歴
- 1996年、私立洛南高等学校に入学。
- 1997年、インターハイで優勝。
- 1998年、高校選抜で優勝、インターハイで2連覇、全日本ジュニア選手権で優勝、の3冠を達成。
- 1999年、順天堂大学に入学。
- 2000年、全日本学生選手権で優勝。
- 2001年、全日本学生選手権で2連覇。全日本選手権で優勝。
- 2002年、全日本選手権で2連覇、NHK杯で優勝、全日本学生選手権を3連覇。釜山アジア大会の鉄棒で優勝。
- 2003年、順天堂大学院入学と同時にセントラルスポーツ入社。NHK杯で2連覇。世界選手権個人総合で3位、団体総合で3位。
- 2004年8月、アテネオリンピックの団体総合で優勝。種目別の平行棒で2位。
- 2004年、全日本選手権個人総合で2年ぶり3度目の優勝。中日杯 個人総合優勝（3連覇）。
- 2005年11月、世界選手権個人総合で優勝。
- 2006年、世界選手権個人総合で2位、平行棒で2位、団体総合で3位。ドーハアジア大会のあん馬で優勝。
- 2007年、世界選手権団体総合で2位。全日本社会人体操選手権個人総合で初優勝。全日本体操競技選手権大会で優勝（4連覇）。
- 2008年、NHK杯で優勝。
- 2008年8月、北京オリンピック団体総合で2位。

## 受賞歴
- 2004年9月、紫綬褒章、文部科学大臣顕彰、大阪府知事賞詞、大阪スポーツ大賞
- 2007年9月、スイスの高級時計メーカー、ロンジンからエレガンス賞[9]

## その他
- マック体操クラブ時代は目立たない存在で、黙々と練習をするタイプ。声が小さくて、挨拶の練習を100回させられていた[8]。
- 基本練習を繰り返しやる努力家である。
- 表情を顔に出さずに演技するのが特徴だが、意識してやっているとのこと。
- 全6種目に強い選手だが、その中では床を苦手としていた。
- 同じ1980年生まれのオールラウンダーである中国の楊威（2008年の北京オリンピック男子個人・団体総合で金メダル）としばしば比較される[10]。技の難度（演技価値点）は楊威のほうが上とされるが、個々の技の完成度・美しさは冨田に分があると言われる[11]。